# Aruṇa

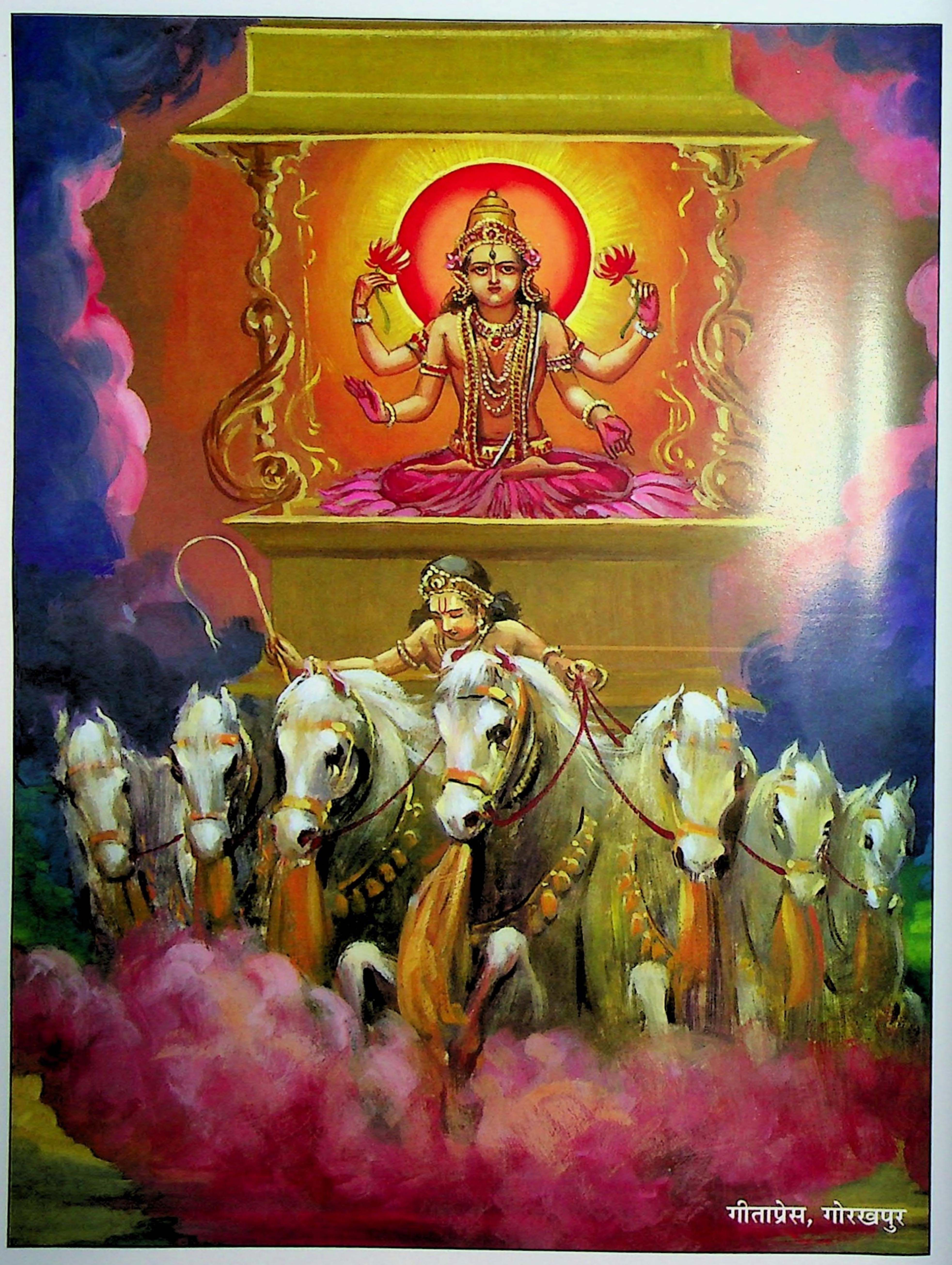
Aruṇa guida il carro di Sūrya

Aruṇa (devanagari: अरुण) è, nella mitologia induista, l'auriga del dio solare Sūrya. Compare nelle due maggiori epiche induiste, il Rāmāyaṇa e il Mahābhārata, ed è presente anche nell'arte e nella letteratura del buddhismo e del giainismo.

## Mitologia

### Nascita
Nel poema epico Mahabharata, è narrato come Aruna nacque prematuramente e si sviluppò parzialmente da un uovo. Secondo questa versione, due delle mogli di Kashyapa, Vinata e Kadru, volevano avere figli. Kashyapa concesse loro un desiderio. Kadru chiese mille figli, mentre Vinata voleva solo due figli ma estremamente potenti. Kashyapa le benedisse entrambe e poi si ritirò in una foresta in meditazione. Successivamente, Kadru diede alla luce mille uova, mentre Vinata diede alla luce due uova. Esse furono incubate per cinquecento anni, dopo i quali le uova di Kadru si schiusero e ne uscirono i suoi 1.000 figli, i Naga. Vinata, gelosa della sorella, ruppe anzitempo una delle uova, da cui emerse Aruna, ma, poiché era nato prematuramente, il suo corpo era solo parzialmente sviluppato. Infuriato per la fretta di sua madre, Aruna la maledì, dicendole che sarebbe divenuta schiava di Kadru per 500 anni, fino a quando il secondo uovo si sarebbe schiuso. Dopo aver maledetto sua madre, Aruna scomparve. Gli fu conferito il ruolo di auriga di Surya da suo padre, Prajapati Kasyapa. Di conseguenza, Vinata attese, e dopo il tempo stabilito nacque il suo secondogenito chiamato Garuda.

### Altre leggende
Il Mahabharata narra anche che un giorno Surya iniziò a bruciare ancor più intensamente, infuriato per gli attacchi di Rahu (Rahu che inghiotte Surya è descritta come la causa degli eclissi solari nella mitologia indù). Il caldo era così intenso che iniziò a distruggere tutti gli esseri viventi. Il dio Brahma chiese allora ad Aruna di diventare l'auriga di Surya, per proteggere gli esseri viventi dal calore ardente del sole.
Secondo il Ramayana, Aruna era sposato con Shyeni dalla quale ebbe due figli: Jatayu e Sampati. Entrambi i suoi figli hanno un ruolo importante nell'epopea.
Un'altra leggenda, raccontata nel Kathāsaritsāgara, afferma che Aruna una volta divenne una donna di nome Aruni ed entrò in un'assemblea di ninfe celesti, dove non era ammesso nessun uomo tranne il re del cielo Indra. Indra si innamorò di Aruni e da lei ebbe un figlio di nome Vali. Il giorno successivo, su richiesta di Surya, Aruna assunse nuovamente la forma femminile e Surya generò con lei un figlio, Sugriva. Entrambi i bambini furono dati ad Ahalya perché li allevasse, ma suo marito, il saggio Gautama, li maledisse, facendoli trasformare in Vanara, una razza di uomini-scimmia.